# Smoke on the Water
Smoke on the Water je skladba britské hard rockové skupiny Deep Purple, která poprvé vyšla na jejich albu Machine Head z roku 1972.
Skladba je známá díky svému hlavnímu hudebnímu tématu, kterou je čtyřtónová bluesová škála, melodie čtyř paralelních tónů. Kytarový riff hraje Ritchie Blackmore na kytaře Fender Stratocaster, po bicích a basové kytaře následuje zpěv Iana Gillana. Jon Lord doprovází kytarový part na varhanech Hammond C3, jejichž zvuk je přes zesilovač Marshall zkreslovaný do tónu, který napodobuje kytarový zvuk. Blackmore na vybrnkávání používá dva prsty, přehráváním dvojic tónů se dá přesněji spojit zvuk varhan s kytarou.

## Historie skladby
Slova skladby vyprávějí skutečný příběh. 4. prosince 1971 měli Deep Purple připravené nahrávaní alba v Montreux (Švýcarsko) v mobilním studiu, které jim pronajali Rolling Stones (známé jako Rolling Stones Mobile Studio, v tomto studiu bylo nahráváno např. i album Physical Graffiti od Led Zeppelin), v textu písně je zmiňované jako "Rolling truck Stones thing", nebo i "the mobile". Nahrávací studio měli v zábavním komplexu, který byl součástí kasína v Montreux (v textu jako "the gambling house"). Toho večera měl na jevišti kasína vystoupení Frank Zappa se svou skupinou The Mothers of Invention. Uprostřed Prestonova syntezátorového sóla ve skladbě "King Kong" vypukl požár, když dvaadvacetiletý český emigrant Zdeněk Špička (v písni se o něm zpívá jako o „stupid with a flare gun“), vystřelil světlici ze signální pistole do stropu pokrytého ratanem, který začal hořet. Vzniklý oheň zničil celý komplex kasína i s aparaturou Zappovy skupiny. Legenda praví, že Frank z pódia zorganizoval evakuaci, a několik minut na to co sám jako poslední vyšel z budovy, kasíno spadlo. V textu je to popsané slovy "some stupid with a flare gun burnt the place to the ground".
Název skladby "Smoke on the Water" (autorem je basák Roger Glover) pochází z pohledu na kouřící kasíno nad Ženevským jezerem. "Funky Claude" pobíhající od shora dolů je pojmenováním pro Claude Nobse, ředitele jazzového festivalu v Montreux, který některým návštěvníkům pomáhal utéct z místa požáru.

## Vliv

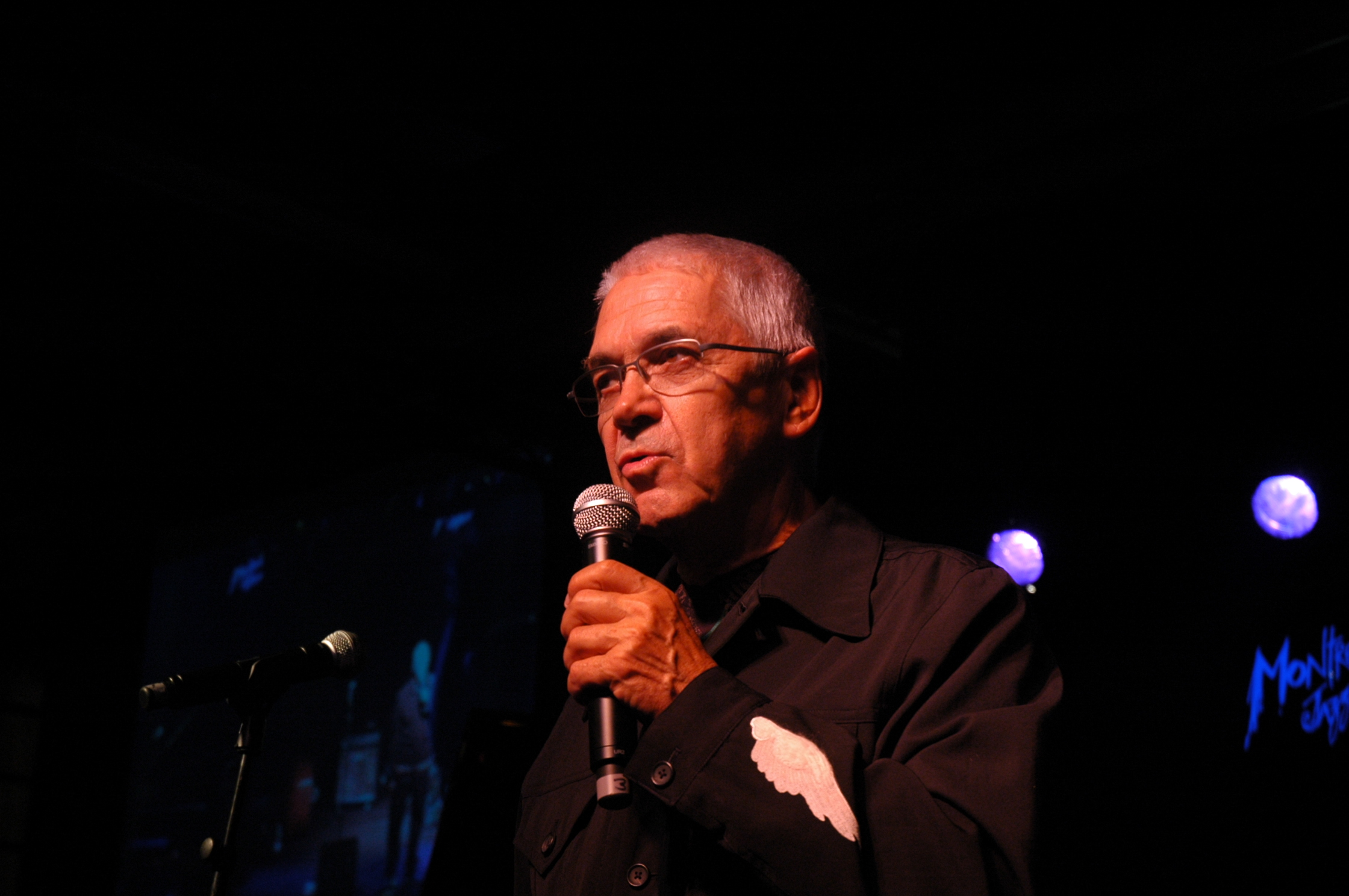
"Funky Claude", Claude Nobs, ředitel jazzového festivalu v Montreux

Skladba "Smoke on the Water" byla přidána na album Machine Head, které vyšlo začátkem roku 1972. Skupina ji neplánovala vydat na singl, nepovažovala ji za potenciální hit. Singl vyšel až po roce a v USA v létě 1973 dosáhl 4. příčky v žebříčku popových singlů Billboardu. Po jeho vydání se album dostalo do první desítky v prodejnosti. Souhra hry mezi Blackmorem a Lordem je v koncertních verzích skladby víc propracovaná a verze, která vyšla na jejich albu Made in Japan v roce 1973 se stala osobitým hitem.
Skladbu hráli Blackmore a Gillan během vystoupení svých sólových projektů po odchodu z Deep Purple ve formacích Ian Gillan Band, či Rainbow. V roce 1983 měl Gillan jako člen skupiny Black Sabbath skladbu "Smoke on the Water" ve svém repertoáru. Je to tedy jedna z mála coververzí, které ve své historii tato skupina hrála.
Tato skladba je populární i pro začínající kytaristy, často se hraje už během nácviku hry na kytaru.

## Odkaz
"Smoke on the Water" dosáhla těchto úspěchů:
- #426 hodnocení Rolling Stone Magazine The 500 Greatest Songs of All Time
- #37 ve VH1 - 40 Greatest Metal Songs [3]
- #12 v Q magazine - 100 Greatest Guitar Tracks (March 2005)
- #1 v Digital Dreamdoor - 100 Greatest Rock Guitar Riffs
- Pocta skladbě je v Montreux daná skulpturou na pobřeží jezera (blízko sochy Freddie Mercuryho) na které je název skupiny, název skladby a notový zápis kytarového riffu.
- Roku 1994, ve Vancouveru v Kanadě, 1 322 kytaristů současně zahrálo slavný kytarový riff pro Guinnessovu knihu rekordů. V neděli 3. června 2007 v rádiu v Kansas City porazilo tento rekord 1 683 kytaristů. Smoke on the Water na YouTube
- Coververzi skladby nahrála například heavy metalová skupina Soulfly, power metalová skupina Metalium, korejská thrash metalová kapela Crash, či brazilská progresivně power metalová Angra a mnozí jiní.
- Skladbu hráli i na Rock Aid Armenia v sestavě: Bryan Adams, Ritchie Blackmore, Bruce Dickinson, Keith Emerson, Ian Gillan, David Gilmour, John Paul Jones, Tony Iommi, Alex Lifeson, Jon Lord, Brian May, Paul Rodgers, Chris Squire a Roger Taylor.
- Na G3: Live in Tokyo skladbu hráli kytaristé John Petrucci, Joe Satriani a Steve Vai.